# Зорглуб (лик)
Зорглуб  (фр. Zorglub) је измишљени лик из белгијског стрипа Спиру и Фантазио, који су креирали Грег и Андре Франкен, а први пут се појавио у епизоди "Долази Зорглуб" (преведено и као "З као Зорглуб") у часопису Спиру 1959. године, касније објављен и у албумима "Долази Зорглуб" (1961.) и "Под сјенком З" (1962). Зорглубов лик је у почетку био злокобни мегаломан, луди научник, али и несрећник и шепртља који се касније преобразио и постао пријатељ и савезник главних протагониста стрипа.

## Стварање лика
Зорглуб је инспирисан човеком кога је Франкен познавао из виђења и који је радио на позицији управника одјељења у робној кући у Бриселу. Био је врло причљив, јаког нагласка и фризуром попут Зорглубове; "веома смијешан човек" према Франкену. Није познато да ли је "Зорглуб" име или презиме лика. На ово питање, Франкен одговара: "Не знамо. У стварности, то је питање које си нисмо никада поставили, ни Грег ни ја". Плод маште Грега и Франкена, он је симпатична модернизација "лудог научника" из 50-тих година 20. вијека. Управо у том периоду, канадски писац А. Е. ван Воукт је у свом научнофантастичном роману створио негативца по имену Зорл.

## Карактер
У младости је био студент у Бриселу и спријатељио се са грофом Шампињаком и госпођицом Фланер. Након што је његов експеримент привлачења Мјесеца пропао, при чему је потрошио сав универзитетски новац, он је поставши предмет исмијавања избачен са универзитета. Поново се појављује када започиње нови експеримент у вези са Мјесецом, али овај пут жели да му се придружи његов пријатељ гроф Шампињак, својевољно или не. Зорглуб је неколико села широм свијета претворио у своје базе (Зоргленд, Зорград, Зоргвил, Зоргбург...), и створио војску од полицајаца који су под дејством његовог изума зоргвала постајали зоргрути. Захваљујући њима и прије свега зоргваловима успијева да се домогне војних тајних и технологије од најмоћнијих земаља свијета (САД, СССР, Кина...) укључујући и зорглумобил. Након што је експеримент са мјесецом дјеломично успио (реклама на Мјесецу је исписана, али на зоргјезику) он се разочара у себе, и почиње да распушта све своје базе осим задње која се налази у измишљеној земљи Паломбији у Јужној Америци. Ту пада под утицај Зантафиа, који ће га издати, показујући му да је једино што жели је заправо моћ. Зорглуб је погођен и посатје кататоничан. Враћа се у ментално стање дјетета, али је, уз помоћ грофа Шампињака, Спируа и Фантазија, излијечен и рехабилитован.
Зорглуб је имресиван архи-зликовац. Геније, егоцентрик, мегаломан жеља славе али не и негативац. Он жели да унаприједи човјечанство. Он ствара своју научну империју са зоргрутима који комуницијају на свом зоргјезику (заправо обичан језик, који се изговара унатрашке: Живео Зорглуб - Оевиж Булгроз). Све чини у име науке, али и у своје име. Он је научник без морала, лишен сваког морала и који је спреман да учини све само да би постао славан. Иако је у почетку приказан као визионар и зли геније, убрзо се појављују и комични аспекти његовог лика. Ипак иако посједује бројне напредне машине, његов једини изум су заправо зоргвалови. Често се хвали као је могао да преузме свијет, да је желио, али је сматрао да је то превише ситно за човјека његовог генија. Његов прави циљ је да буде признат као највећи научник свих времена, али како је ексцентричан, схизофрен и са великим егом (редовно о себи говори у трећем лицу), он има тенденцију да прави глупе грешке које доводе до његовог пада. Иако је касније рехабилитован, његов его никада није "оборен" што га чини лаком метом за манипулисање, што се и показало у епизоди албуму Тора Торапа.
У посљедњем албуму "Тамна страна З", Зорглуб је изградио свемирску базу на другој страни Мјесеца, али је заузврат морао да се покори инвеститорима и да им изгради лунапарк. То га је толико наљутило да је дефинитивно одлучио да буде негативац, овог пута у свемиру и (наводно) далеко од људи.
Зорглуб је такође имао сопствену спиноф серију албума са својом ћерком, које је написао и нацртао Хозе Луис Мунуера.
У "Буђење З" (1986), Спиру и Фантазио путују кроз вријеме и упознају Зорглубовог сина, који је кренуо стопама свог оца и освојио свијет будућности. Зорглуб јуниор личи на свог оца, али пати од ниског раста. Иронично он себе назива Великим Зорглубом.

## Изглед
Висок је око 180 цантиметара и има између 45 и 50 година (овако га описује Фантазио). Таман је, мршав, помало ћелав, али црне косе која се увија иза, танке браде, дугачког носа и помало злог погледа. Зорглуб се облачи у плаво одијело, јакну или црни крзнени огртач и рукавице (елегантан изглед мушкараца 1950-их).

## Појављивања
- 15. Долази Зорглуб (Франкен)
- 16. Под сјенком З (Франкен)
- 19. Стрка у Гљиводвору (Франкен)
- 20. Произвођач злата (Фурније)
- 23. Тора Торапа (Фурније)
- 37. Буђење З (Том и Жанри)
- 50. Почеци З (Жан-Дејвид Јан Морван и Хозе-Луис Мунуера)